# Игнатовка
Игнатовка (на руски: Игнатовка) е селище от градски тип в Русия, разположено в Майнски район, Уляновска област. Населението му към 1 януари 2018 година е 1967 души.